# Šeherezáda (film, 2018)
Šeherezáda (v originále Shéhérazade) je francouzský hraný film z roku 2018, který režíroval Jean-Bernard Marlin podle vlastního scénáře. Snímek měl světovou premiéru na filmovém festivalu v Cannes v sekci Týden kritiků dne 11. května 2018.

## Děj
Film je inspirován skutečným příběhem o dvou mladých vyděděncích v ulicích Marseille. 17letý Zachary byl právě propuštěn z vězení a seznamuje se s mladou prostitutkou Shéhérazadou.

## Obsazení
| Dylan Robert     | Zachary     |
| Kenza Fortas     | Shéhérazade |
| Idir Azougli     | Riyad       |
| Lisa Amedjout    | Sabrina     |
| Sofia Bent       | Zelda       |
| Nabila Bounab    | Souraya     |
| Kader Benchoudar | Mehdi       |

## Ocenění
- Cena Jeana Viga pro celovečerní film
- Festival frankofonních filmů v Angoulême: nejlepší film
- César: nejslibnější herec (Dylan Robert), nejslibnější herečka (Kenza Fortas), nejlepší filmový debut (Jean-Bernard Marlin)